# Isolde Holderiedová
Isolde Holderiedová (* 7. listopadu 1966 v Oberammergau) je německá rallyová závodnice.

## Kariéra
V 90. letech vyhrála šestkrát klasifikaci žen v Rally Monte Carlo, čtyřikrát klasifikaci mistrovství Evropy žen a dvakrát Mistrovství světa v rallye.

## Statistika
- 1994: Mistrovství světa v rally (36. místo), mistryně světa žen a vicemistryně světa ve třídě N s vozem Mitsubishi
- 1995: Mistrovství světa v rally (32. místo), ženská mistryně světa (Mitsubishi)
- 1998: Mistrovství světa v rally, Toyota Castrol Team
- 1999: Mistrovství světa v rally, Toyota Castrol Team

## Ocenění
- ADAC Motorsportsman roku 1995